# ベイ・シティ・ローラーズ (アルバム)
| 専門評論家によるレビュー | 専門評論家によるレビュー |
| レビュー・スコア         | レビュー・スコア         |
| 出典                     | 評価                     |
| ------------------------ | ------------------------ |
| Allmusic                 | [ 1 ]                    |
| Christgau's Record Guide | C                        |

『ベイ・シティ・ローラーズ』(Bay City Rollers) は、スコットランドのバンドであるベイ・シティ・ローラーズが、アメリカ合衆国とカナダで最初にリリースした1975年のアルバム。このコンピレーション・アルバムは、カナダの音楽雑誌『RPM』のアルバム・チャートにおいて、1976年2月7日付で首位に立ち、アメリカ合衆国の『ビルボード』誌のアルバム・チャート Billboard 200 でも20位まで上昇し、収録曲の「サタデー・ナイト (Saturday Night)」は合衆国の Billboard Hot 100 でもカナダのシングル・チャートでも首位となった。
このアルバムの収録曲の大部分は、バンドがイギリスでリリースした最初の3枚のアルバムの楽曲で構成されており、5曲は『エジンバラの騎士』(Rollin')、4曲は『噂のベイ・シティ・ローラーズ』(Once Upon a Star)、1曲が『青春のアイドル』(Wouldn't You Like It?) から採られ、新たに録音された曲は1曲だけであった。さらに、このアルバムには、合衆国独自の、ストリングスが全面に出たミックスによる「太陽の中の恋 (Summerlove Sensation)」が収録されていたが、この音源は後に2000年に合衆国でリリースされた『Definitive Collection』（日本盤は『ベスト・オブ・ベイ・シティ・ローラーズ』）までCD化されることがなかった。

## トラックリスト
1. 恋をちょっぴり "Give a Little Love" (Phil Wainman, Johnny Goodison)
2. バイ・バイ・ベイビー "Bye, Bye, Baby" (Bob Crewe, Bob Gaudio)
3. ベイ・シティ・ローラーズのテーマ "Shang-a-Lang" (Bill Martin, Phil Coulter)
4. マリーナの微笑み "Marlina" (Eric Faulkner, Les McKeown, Stuart Wood)
5. 恋のレッツ・ゴー "Let's Go (A Huggin' And A Kissin' In The Moonlight)" (Goodison, Wainman)
6. ビー・マイ・ベイビー "Be My Baby" (Jeff Barry, Ellie Greenwich, Phil Spector)
7. 太陽の中の恋 "Summerlove Sensation" (Martin, Coulter)
8. 想い出に口づけ "Remember (Sha-La-La-La)" (Coulter, Martin)
9. サタデー・ナイト "Saturday Night" (Martin, Coulter)
10. ひとりぼっちの十代 "My Teenage Heart" (Faulkner, Wood)
11. 朝まで踊ろう "Keep On Dancing" (Allen Jones, Willie David Young)

## チャート

### 週間チャート
| チャート（1975年）                       | 最高位 |
| ---------------------------------------- | ------ |
| カナダ（RPM アルバム）                   | 1      |
| ニュージーランド（RIANZ)                 | 4      |
| スウェーデン（スヴァリイェトプリストン） | 49     |
| US Billboard 200                         | 20     |

## パーソネル
- エリック・フォークナー – ギター
- アラン・ロングミュアー – ベース
- デレク・ロングミュアー – ドラムス
- レスリー・マッコーエン – リード・ボーカル
- スチュアート・ウッディ・ウッド – ギター